# HD 211029
HD 211029，又名BD+62 2048，SAO 19937、HR 8483，是一颗恒星，视星等为5.79，位于銀經106.14，銀緯5.73，其B1900.0坐标为赤經22h 9m 15.5s，赤緯+62° 5.73′ 48″。